# Christmas in Boston
Christmas in Boston är en amerikansk romantisk komedi från 2005 i regi av Neill Fearnley.

## Handling
Gina och Seth (Marla Sokoloff och Patrick J. Adams) blev brevvänner för 13 år sedan för en skoluppgift. Nu när Gina bor i Boston får hon reda på att Seth också kommer att vara i Boston för en leksakskonferens som hon ska skriva en artikel om för sin tidning. De båda har skickat bilder på sina bästa vänner, Ellen och Matt (Lindy Booth och Jonathan Cherry) till varandra istället för bilder på sig själva. Gina och Seath tvingar Ellen och Matt att träffas som de själva. Olyckligtvis för dem, blir Ellen och Matt förälskade.

## Rollista (i urval)
- Gina – Marla Sokoloff
- Seth – Patrick J. Adams
- Ellen – Lindy Booth
- Matt – Jonathan Cherry